# Anayde Beiriz
Anayde (Anaíde) Beiriz (João Pessoa, 18 février 1905 — Recife, 22 octobre 1930) fut une professeur et poète brésilienne.
Son nom est tragiquement lié à l'histoire de l'État de la Paraíba, par sa liaison amoureuse avec l'avocat et journaliste João Duarte Dantas (pt).

## Biographie
Après s'être distinguée au cours de ses études, Anaíde fut diplômée de l'École Normale en mai 1922, à l'âge de dix-sept ans. Elle partit dans un village de pêcheurs à Cabedelo pour alphabétiser la population.
Elle retourna rapidement dans la capitale  du Paraíba. Jeune et belle, Anaíde gagna un concours de beauté parrainé par le Correio da Manhã en 1925. Ses yeux noirs lui valurent dans son cercle d'amis, le surnom de "panthère aux yeux dormants".

Pour la mentalité conservatrice de la société brésilienne de l'époque, et en particulier dans le Nord-Est brésilien, Anaíde n'était pas une femme bien considérée pour les idées progressistes qu’elle nourrissait. Comme poète, elle participait activement aux mouvements intellectuels et aux événements artistiques ; elle assistait aux soirées littéraires. En tant que citoyenne, elle défendait activement la participation des femmes en politique à une époque où même le droit de voter était interdit aux femmes. Son apparence vestimentaire était provocante, vêtements décolletés et coupe de cheveux masculine. En outre, elle refusait les conventions en matière de relations amoureuses.
En 1928, Anaïde débuta une relation amoureuse avec João Dantas, un journaliste mais aussi homme politique local du Parti républicain Paulista, opposé au président de l’État de la Paraíba, João Pessoa. Après la confrontation politique violente qui donna naissance au Territoire de la Princesse, João Dantas s’enfuit à Recife, tout en gardant sa relation avec Anaíde à travers une correspondance.
João Pessoa réagit en envoyant la police perquisitionner les maisons d’insurgés présumés, en particulier à la recherche d'armes qui auraient pu servir pour une révolte armée. L’un des endroits perquisitionnés fut le bureau de João Dantas, le 10 juillet 1930. Bien qu'aucune arme ne fut retrouvée, la police vandalisa les locaux et ouvrit le coffre-fort dans lequel fut trouvée la correspondance de Dantas y compris des lettres et des poèmes d'amour d’Anaíde.
Les jours suivants, le journal gouvernemental "A União" et d'autres média d’État publièrent le contenu des lettres afin de détruire l'honneur de Dantas. La publication de cette correspondance sulfureuse provoqua un scandale.

Quelques jours plus tard, pour laver son honneur, João Dantas, accompagné d'un de ses beaux-frères, Augusto Caldas, entra dans une confiserie à Recife où se trouvait le gouverneur, et tua João Pessoa.
Après l'assassinat de João Pessoa, qui causa un vif émoi populaire, Anaíde se sentit acculée, publiquement jugée et critiquée pour raison morale et politique. Ainsi, elle dut quitter sa résidence de Paraíba pour trouver refuge à Recife, où elle put à nouveau voir João Dantas. Celui-ci fut arrêté et emmené au centre de détention de Recife. Dantas fut retrouvé mort dans sa cellule, le 3 octobre de la même année, battu à mort ou suicidé selon la version officielle. Les circonstances restent encore obscures.
Anaíde mourut quelques jours plus tard, à 25 ans, officiellement suicidée par empoisonnement. Elle fut enterrée dans le cimetière des pauvres de Santo Amaro.